# Francisco Leiro

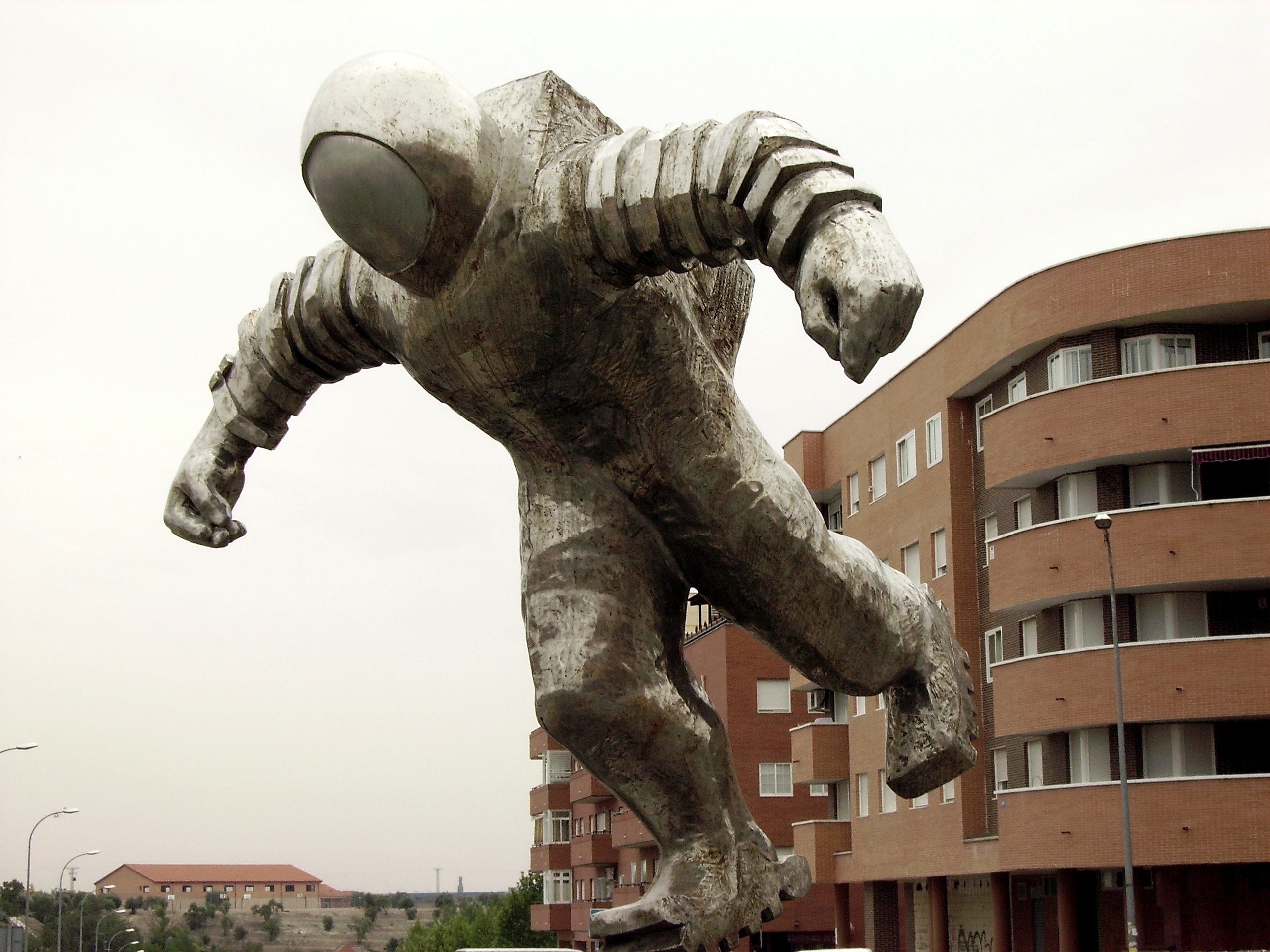
Francisco Leiro: El Astronauta, Valdemoro, Madrid, 2001.

Francisco Leiro Lois (Cambados, Pontevedra, 1957) es un pintor y escultor español. Es académico de número por la sección de Escultura de la Real Academia de Bellas Artes de San Fernando.

## Biografía
Inició su formación en la Escuela de Artes y Oficios de Santiago de Compostela, completándola en la de Bellas Artes de Madrid.
Representó a España en 1985 en la Bienal de São Paulo. Desde 1986 expone regularmente en ARCO, Madrid.
Establecido en Nueva York en 1988, comenzó a trabajar para la Galería Malbourough, una de las más destacadas del arte contemporáneo, un año más tarde.
Algunas de sus obras públicas son la figura de un animal fantástico conocido como Sireno (1991), levantado sobre dos columnas de granito pulido verdes y negras en la Puerta del Sol de Vigo, símbolo controvertido de la ciudad, el Homenaje a Castelao, en la Alameda de Santiago de Compostela (1995), la Batea o Saavedra sobre el río Lérez en el Parque de la Isla de las Esculturas de Pontevedra (1999),  Mis sofás, en la plaza de Concepción Arenal de Pontevedra,  el Astronauta, Valdemoro (Madrid), Vértigo, en la autovía M50 de Madrid (2004) y Simeón sentado, ante Torre Espacio, Madrid. 
Obras suyas se encuentran también en colecciones y museo de arte contemporáneo.